# Pseudoyersinia subaptera
Pseudoyersinia subaptera är en bönsyrseart som beskrevs av Lucien Chopard 1942. Pseudoyersinia subaptera ingår i släktet Pseudoyersinia och familjen Mantidae. Inga underarter finns listade i Catalogue of Life.